# Axinella weltneri
Axinella weltneri är en svampdjursart som först beskrevs av Lendenfeld 1897.  Axinella weltneri ingår i släktet Axinella och familjen Axinellidae. Inga underarter finns listade i Catalogue of Life.